# Elmer F. Johnson Cycle Works
Elmer F. Johnson Cycle Works war ein US-amerikanischer Hersteller von Fahrrädern und Automobilen.

## Unternehmensgeschichte
Elmer F. Johnson gründete 1863 das Unternehmen in Kalkaska in Michigan. Er stellte Fahrräder her. 1898 entstand ein Automobil, das Elmer genannt wurde. 1905 begann die Serienproduktion von Automobilen. Der Markenname lautete Johnson. 1906 endete die Kraftfahrzeugproduktion.
Es ist nicht bekannt, wann das Unternehmen aufgelöst wurde.

## Kraftfahrzeuge

### Markenname Elmer
Das erste Fahrzeug hatte einen Ottomotor. Er trieb über ein Zweiganggetriebe die Hinterachse an. Als Basis diente ein Rahmen aus Fahrradrohren. Die Räder waren Drahtspeichenräder. Das Fahrzeug wurde 1901 überarbeitet und 1905 erneut, als der originale Motor durch einen Einbaumotor von Cushman Motor Works ersetzt wurde. Das Fahrzeug ist erhalten geblieben.

### Markenname Johnson
Dies waren Dampfwagen. Ein Dampfmotor trieb sie an. Hiervon entstanden sechs Fahrzeuge, von denen die letzten fünf an örtliche Kunden verkauft wurden.